# Simon Mari
Simon Mari (Budapest, 1958. november 15. – 2021. július 29.) magyar színésznő.

## Pályafutása
A Színház- és Filmművészeti Főiskolán 1983-ban kapott diplomát, és a Vígszínházhoz szerződött. 1985–86-ban a debreceni Csokonai, 1986–89-ben a nyíregyházi Móricz Zsigmond, 1989 óta az egri Gárdonyi Géza Színház tagja volt. Írt színházi zenét és tagja volt a Szalay Krisztina vezette KOMÉDI FRANC EZ? társulatának.

## Fontosabb színházi szerepei
- Woody Allen: Játszd újra, Sam!... Sharon Lake
- Eugene O’Neill: Amerikai Elektra... Hazel Niles
- Miroslav Krleža: Léda... Fanny
- William Shakespeare: Hamlet... Ophélia
- Vörösmarty Mihály: Csongor és Tünde... Tünde; Ilma
- Molière: Az úrhatnám polgár... Nicole; Lucy
- Molière: A fösvény... Marianna
- Alain René Lesage: Crispin, mint vetélytárs... Oronte-né, Oronte felesége
- Euripidész – Jean-Paul Sartre: Trójai nők... Andromaché
- Friedrich Schiller: Don Carlos... Mondecar márkinő
- Eisemann Mihály: Fekete Péter... Colette
- Franz Grillparzer: Szappho... Melitta
- Nyikolaj Erdman: A mandátum... Varvara Szergejevna
- Gaal József – Darvas Ferenc – Várady Szabolcs: A peleskei nótárius... Zsuzsi betyárcafka; Fanni primadonna
- Szép Ernő: Vőlegény... Kornél
- Carlo Goldoni: Mirandolina... Ortensia, színésznő
- Carlo Goldoni: A legyező... (Komédi Franc Ez?)
- Bernardo Dovizi da Bibbiena: Calandria... Sontilla
- Carlo Collodi: Pinokkió... Tündér
- Tankred Dorst: Merlin avagy a puszta ország... Elaine
- Bernardo Bibbiena: Calandria... Santilla, Lidió ikerhúga
- Eörsi István: Sírkő és kakaó... Piti Lajosné
- Szalkay Antal: Pikkó hertzeg és Jutka Perzsi... Jutka Perzsi
- Hervé: Nebáncsvirág... Corinna
- Miroslav Krleža: Léda... Fanny
- Jean Giraudoux: Trójában nem lesz háború... Heléna
- L. Frank Baum – Schwajda György: Óz, a nagy varázsló... A gonosz boszorkány
- Vaszary János: Ki a harmadik?... Mari
- Dario Fo: Nem fizetünk, nem fizetünk!... Antónia
- Mészöly Miklós – Selmeczi György – Jean de Létraz: Szerencsemalac... Mimi

## Zeneszerzés
- V. A. Szollogub: Gyengéd szív bajjal jár című vaudeville-musical zenéjét Simon Mari írta (1999. február 16. Orosz Stúdiószínház)
- Pjotr Grigorjev: Az orosz színész lánya című vaudeville-musical zenéjét Simon Mari írta (1999. május 20. Orosz Stúdiószínház)

## Rendezései
Színésztársaival (Cserna Antal, Felhőfi-Kiss László, Lux Ádám, Mertz Tibor, Simon Mari, Szalay Kriszta, Szerémi Zoltán, Tóth József ) közösen:
- Carlo Goldoni: A legyező (KOMÉDI FRANC EZ? produkció)
- Raymond Queneau: Ikárosz repül (KOMÉDI FRANC EZ? produkció)

## Filmek, tv
- Cha-Cha-Cha (1982)
- Elcserélt szerelem (1983)
- A pad (1984)
- A kör négyszögesítése (1984)
- Az élet muzsikája – Kálmán Imre (1984)
- A nöuralom (1985)
- Szemet szemért (1986)
- Szeleburdi vakáció (1987)
- Szomszédok (sorozat) 9. rész (1987)